# Адам Роуз
Рей Леппан (англ. Ray Leppan; нар. 20 липня 1979) — південноафриканський колишній професійний реслер. Найбільш відомий за виступами в WWE під псевдонімом Адам Роуз (англ. Adam Rose). Колишній дворазовий чемпіон FCW у важкій вазі.

## Кар'єра у реслінгу

### Південна Африка
У професійному реслінгу Рей дебютував в 16 років. Виступав в південноафриканських промоушенах в команді Pure Juice з Джастіном Гебріелом. Також він працював в World Wrestling Professionals під ім'ям «Dameon Duke». Там, в 2007 році, він виграв чемпіонство у важкій вазі.

### WWE
25 лютого 2010 Рей дебютував в FCW під своїм справжнім ім'ям, програвши Курту Хокінгсу. Два тижні потому Леппан програв матч Елаю Коттонвуду. Наступного тижня Рей змінив сценічне ім'я на Лео Крюгер і програв Джонні Кертісу. 18 березня Крюгер здобув свою першу перемогу з моменту вступу в FCW, перемігши Джейкоба Новка. На телевізійних записах 20 травня, Крюгер викликав свого напарника Джастіна Гебріела на поєдинок. Зрештою, 10 травня Крюгер програв, проте переміг в матчі-реванші. В середині 2010 Крюгер сформував команду з Дерріком Бейтменом. Вони билися за командне чемпіонство FCW, однак виграти його не змогли. Згодом, для здобуття чемпіонства, Крюгер формував команду з Тайлером Рексом, однак і в даній команді чемпіоном він не став. 23 вересня програв Бо Далласу. Під час матчу Лео зламав собі шию. Під час лікування Крюгер працював коментатором в FCW.
У 2011 Леппан вийграл титул чемпіона FCW у важкій вазі, перемігши в чотиристоронньому матчі Деміена Сендоу, Хаскі Харріса і Діна Емброуса. [Успішно захистив титул 24 жовтня, а 14 листопада на шоу FCW Рей переміг Харріса і Річі Стімбота в матчі потрійний загрози за чемпіонство FCW у важкій вазі. 18 грудня Крюгер захистив титул проти Сета Ролінса після втручання Антоніо Сезаро.
В кінці 2011 Крюгер з'являвся на декількох хаус-шоу WWE, де програв Алексу Райлі. 30 грудня об'єднався з Райлі і Мейсоном Раяном, щоб перемогти в матчі «три-на-три» проти Джей Ті Джи, Курта Хоукінса і Тайлера Рекса на хаус-шоу бренду RAW. 2 лютого 2012 програв свій титул Майку Далтону. Через три тижні Крюгер повернув собі першість, проте програв в ту ж ніч Сету Роллінсу.

### NXT (2012–2014)
Коли WWE провело ребрендінг, і підготовча майданчик FCW стала називатися NXT Wrestling, Крюгер був виставлений в турнір за чемпіонство NXT, проте програв у чвертьфіналі Річі Стімботу. У вересні Крюгер отримав новий гіммік несамовитого мисливця і найманця. У грудні Крюгер утворив команду з Кассіусом Оно й вступив в турнір за командне чемпіонство NXT. Команда змогла пройти перше коло, перемігши Райлі і Бейтмена, після чого програли в півфіналі Едріана Невіллу і Оліверу Грею. 18 липня, на одному з шоу, Роуз став першим претендентом на чемпіонство NXT, перемігши Самі Зейна і Антоніо Сезаро. 7 серпня Крюгер бився за NXT-чемпіонство з Бо Далласом, однак програв.
Пізніше він почав виступати на хаус-шоу під псевдонімом Адам Роуз. 6 березня 2014 повернувся на телебачення в ролі організатора вечірок з яскравими костюмованими тусовщиками, які постійно супроводжують його при виході на ринг.
Роуз дебютував в основному ростері RAW 5 травня під час виступу Джека Сваггера. Роуз постійно відволікав Сваггера під час його матчів, що призводило до поразки останнього. Свій перший матч провів 26 травня проти Демієна Сендоу.

### The Exotic Express (2014–2015)
Після WrestleMania XXX, Raw 7 квітня, WWE показало вступні віньєтки для Роуза.  Роуз дебютував у основному складі 5 травня в епізоді Raw, перервавши Зеба Кольтера та Джека Сваггера.  Роуз продовжував відволікати Сваггера під час його матчів, що призвело до поразки Сваггера. Під час поєдинку Сваггер і Колтер втрутилися, взявши в заручники одного з членів команди Роуза. Роуз врятував свого друга, вигравши поєдинок, незважаючи на відволікання. Роуз переміг Сваггера в епізоді SmackDown 30 травня і в епізоді Raw 2 червня.
Роуз вперше з'явився на pay-per-view в Money in the Bank, де переміг Демієна Сендоу. На пре-шоу Battleground Роуз переміг Фанданго. Після більш ніж місяця бездіяльності Роуз повернувся 1 вересня в епізоді Raw, де переміг Тайтуса О'Ніла.
У випуску Raw від 22 вересня 2014 року Роуз вперше об'єднався зі своїм популярним Джастін Ґебріел (Банні), і вони перемогли Хіта Слейтера та Тітуса О'Ніла. У випуску SmackDown, присвяченому 15-річчю, 10 жовтня Роуз зазнав своєї першої поразки в основному складі від Кейна.
31 жовтня в епізоді SmackDown WWE натякнуло на розлад між Роузом і Банні, коли R-Truth натякнув, що Банні затьмарює Роуза.  Після того, як Банні коштував Роузу перемоги в матчі, Банні був побитий і покинутий Роузом, але продовжував підтримувати Роуза в його наступному матчі і часто ставав причиною поразок Роуза після того, як спроби допомогти йому обернулися проти нього. У відповідь Роуз дозволив Банні здатися Тайсону Кідду під час «міжвидового» поєдинку, замість того, щоб врятувати його, коли Кідд застосував до нього прийом «шарпшутер». Банні об'єднався з Роузом на Survivor Series, щоб битися зі Слейтером Гейтором (Хітом Слейтером і Тітусом О'Нілом) у командному поєдинку. Банні виграв поєдинок, але Роуз був явно незадоволений. Банні і Роуз не змогли виграти командний матч, який давав переможцям шанс поборотися за титул чемпіона WWE Tag Team Championship.
На початку грудня 2014 Роуз вступив у конфлікт з Кейном, який переміг його, а Банні отримав травму шиї, коли допомагав Роузу, отримавши удар tombstone piledriver. 22 грудня в епізоді Raw Роуз не витримав після швидкої поразки від R-Truth і жорстоко напав на Банні, перейшовши на сторону злих. Ця бійка стала останньою появою Банні.  В рамках свого переходу на сторону «поганих хлопців» Роуз почав тиранити своїх «Rosebuds», поводячись як хуліган. Далі він посварився з повернувшихся Заком Райдером, і вони обмінювалися перемогами та ображали один одного в Twitter, до чого приєднався навіть Вільям Шетнер (якого Роуз називав «татом»). Роуз був одним з учасників Другої щорічної меморіальної битви Андре Гіганта на WrestleMania 31. Однак Роуз програв матч.
Наприкінці квітня 2015 року Фанданго розійшовся з Розою Мендес, і Адам Роуз був помічений, коли розмовляв з нею. Через тиждень Роза коштувала Фанданго матчу з Роузом і після поцілунку стала його валетом. 14 травня 2015 року Роуз повідомив своїм Rosebuds, що вечірка «офіційно закінчилася», повністю припинивши свою «вечірню» діяльність.

## У реслінгу
- Фінішер
  - Party Foul
- Улюблені прийоми
  - Хребтолам (Спайнбастер)
  - Позачерговий кидок
  - Торнадо ДДТ
  - Кидок «Вудка рибалки»
  - Падаючий лікоть
  - Самоанський кидок
  - Стрибок самогубці
  - Кутовий заворітник
- Менеджери
  - Slayers (Саммер Рей і Лейла)

## Титули і нагороди
- Florida Championship Wrestling
  - FCW Florida Heavyweight Championship (2 рази)
- Pro Wrestling Illustrated
  - PWI ставить його #77 з топ 500 найкращих реслерів у 2012 році.
- World Wrestling Professionals
  - WWP World Heavyweight Championship (1 раз)